# Fany Kuiru Castro
Fany Kuiru Castro (La Chorrera, Amazonas), cuyo nombre tradicional es Jitoma Monaiyanhö (Sol del Amanecer), es una mujer líder indígena del pueblo uitoto del clan Jitomagaro gente del sol de la amazonia colombiana, hablante de la lengua materna uitoto mɨnɨka.
Es experta en asesoría jurídica y política en los procesos de concertación de políticas públicas entre el gobierno nacional y los pueblos étnicos; derechos de las mujeres; derechos económicos, sociales y culturales desde el enfoque de género. Fortalecimiento de los procesos de gobierno propio de los pueblos étnicos. 

## Reseña biográfica
Hija del cacique Egañoat+ri (rayo de sol) y Ñek+na Zafianhö (flor de chambira). Heredera de linaje de caciques, sabedores y autoridades tradicionales de origen patrilineal del clan Jitomagaro (gente del sol). Nació en la Chorrera Amazonas en una familia de autoridades tradicionales y gobierno indígena, desde niña aprendió que ser líder, autoridad y gobierno significa servicio a la comunidad, como lo manda la ley de vida que tiene como principio que el gobierno y el liderazgo es para servir a la comunidad y al pueblo.

## Formación académica
Es abogada por la Universidad Santo Tomas de Aquino (2001), cuenta con una maestría en Estudios Políticos e Internacionales en la  Universidad de Nuestra Señora del Rosario (2019) y una especialización en Alta Dirección del Estado por Escuela Superior de Administración Pública – ESAP.

## Trayectoria
Su experiencia laboral ha tenido un proceso dentro de las funciones públicas y la participación de las ciudadanías de forma activa desde la participación de las comunidades indígenas en la administración pública del país.
- Organización de los Pueblos Indígenas de la Amazonia Colombiana- OPIAC, 2018-2019: Asesora profesional del derecho PND 2018-2022
- Fondo Mixto de la Promoción de la Cultura y las Artes del Valle del Cauca- ( 09/2018). Contratista.
- Autoridades Tradicionales Indígenas de Colombia- GOBIERNO MAYOR (09/ 2018) Profesional de apoyo.
- Corporación Cultural, Mujer, Tejer y Saberes- MUTESA (09/2016). Coordinadora.
- Organización de los Pueblos Indígenas de la Amazonia Colombiana- OPIAC, julio de 2017, profesional de apoyo.
- Organización Internacional ACDI VOCA/USAID, marzo de 2016, Consultora.
- Fundación Activos Culturales Afro- AQUA, noviembre de 2015. Investigadora principal.
- Presidencia de la República- DAPRE, Programa Presidencial Indígena PPI-, septiembre de 2014, Asesor 2210-05
- Presidencia de la República- DAPRE, Programa Presidencial Indígena PPI-diciembre de 2012.
- Presidencia de la República- DAPRE, Programa Presidencial Indígena PPI-diciembre de 2011.
- Fundación Caminos de Identidad- FUCAI, marzo de 2011, Consultora.
- Corporación para la Defensa de la Biodiversidad Amazónica-CODEBA; marzo de 2009, Técnico operativo.
- Organización de los Pueblos Indígenas de la Amazonia Colombia OPIAC, noviembre de 2007, Secretaria Operativa Mesa Regional Amazónica.
- Fundación para el Fomento de la Iniciativa Empresarial Programa Raíz por Raíz por la Pervivencia de los Pueblos Indígenas del Putumayo- FUNDAEMPRESA, enero de 2001. Profesora del Diplomado en Derechos Colectivos de los Pueblos Indígenas.
- Asociación Zonal Indígena de Cabildos y Autoridades Tradicionales de la Chorrera- AZICATCH, Chorrera -Bogotá 2009. Asesor Jurídico
- Defensoría del Pueblo- Regional Cundinamarca, mayo de 2001
- Tribunal Administrativo de Cundinamarca Sección Segunda- Subsección C, febrero de 2001, Auxiliar Judicial Ad-Honorem
- Integrante de la Comisión Nacional del Mujeres Indígenas CNMI de la MPC.
- Delegada de la Comisión Nacional de Mujeres Indígenas al Comité de Evaluación de Riesgos y Medidas para Personas Protegidas – CERREM.
- Actualmente, Corporación Cultural, Mujer, Tejer y Saberes- MUTESA: Representación Legal y direccionamiento de los procesos de emprendimiento con mujeres indígenas en Bogotá[4]

## Publicaciones
- 2015. Tierra de abundancia: Cocina Tradicional de la Amazonia, Bogotá
- 2014. Los Planes Integrales de Vida: Un derecho fundamental de los Pueblos Indígenas y un deber del Estado y sus instituciones. Presidencia de la República. Bogotá.[5]
- 2012. Tejiendo el canasto de la vida, Propuesta metodológica para la formulación de los planes integrales de vida. Presidencia de la República, Bogotá 2012.
- 2012. Cartilla pedagógica: Cambio climático, REDD+ y derechos de las comunidades. Bogotá 2012[6]

## Reconocimientos
- INTERNATIONAL VISITOR LEADERSHIP PROGRAM

¨Ethnic Communities Historical Memory Initiative Program (Mayo 2016) Beca Internacional para la formación en procesos de conformación de la memoria histórica y patrimonio cultural del pueblo de los Estados Unidos: Departamento de Estado de los Estados Unidos de América.